# Première circonscription d'Avesnes
La première circonscription d'Avesnes était une circonscription législative française que comptait le département du Nord sous la Troisième République  de 1876 à 1885, de 1889 à 1919 et de 1928 à 1940.

## La circonscription de 1876 à 1885

### Description géographique et démographique
La première circonscription d'Avesnes était située à la périphérie de l'agglomération avesnoise. Située entre  les arrondissements de Valenciennes et de Cambrai, la circonscription est centrée autour de la ville d' Avesnes-sur-Helpe. 
Elle regroupait les divisions administratives suivantes : canton d'Avesnes-sur-Helpe-Nord ; canton d'Avesnes-sur-Helpe-Sud  ; canton de Landrecies  ; canton de Solre-le-Château  et le canton de Trélon.

### Historique des députations
| Législature     | Début de mandat | Fin de mandat   | Député élu       | Parti politique     | Observations |
| --------------- | --------------- | --------------- | ---------------- | ------------------- | ------------ |
| 1re législature | 20 février 1876 | 20 juin 1877    | Ernest Guillemin | Gauche républicaine |              |
| 2e législature  | 14 octobre 1877 | 27 octobre 1881 | Ernest Guillemin | Gauche républicaine |              |
| 3e législature  | 21 août 1881    | 9 novembre 1885 | Ernest Guillemin | Gauche républicaine |              |

## La circonscription de 1889 à 1919

### Description géographique et démographique
La première circonscription d'Avesnes était située à la périphérie de l'agglomération avesnoise. Située entre  les arrondissements de Valenciennes et de Cambrai, la circonscription est centrée autour de la ville d' Avesnes-sur-Helpe. 
Elle regroupait les divisions administratives suivantes : canton d'Avesnes-sur-Helpe-Nord ; canton d'Avesnes-sur-Helpe-Sud et le canton de Trélon.

### Historique des députations
| Législature     | Début de mandat  | Fin de mandat   | Député élu     | Parti politique    | Observations                                   |
| --------------- | ---------------- | --------------- | -------------- | ------------------ | ---------------------------------------------- |
| 5e législature  | 6 octobre 1889   | 27 juin 1890    | Jules Hiroux   | Républicain        |                                                |
| 5e législature  | 10 août 1890     | 14 octobre 1893 | Léon Guillemin | Républicain        |                                                |
| 6e législature  | 3 septembre 1893 | 31 mai 1898     | Léon Guillemin | Républicain        |                                                |
| 7e législature  | 22 mai 1898      | 22 mars 1899    | Léon Guillemin | Républicain        | décès du député Léon Guillemin le 22 mars 1899 |
| 7e législature  | 28 mai 1899      | 31 mai 1902     | Léon Pasqual   | Non-inscrit        |                                                |
| 8e législature  | 27 avril 1902    | 31 mai 1906     | Léon Pasqual   | Radical-socialiste |                                                |
| 9e législature  | 6 mai 1906       | 31 mai 1910     | Léon Pasqual   | Radical-socialiste |                                                |
| 10e législature | 24 avril 1910    | 31 mai 1914     | Léon Pasqual   | Radical-socialiste |                                                |
| 11e législature | 10 mai 1914      | 7 décembre 1919 | Léon Pasqual   | Radical-socialiste |                                                |

## La circonscription de 1928 à 1940

### Description géographique et démographique
La première circonscription d'Avesnes était située à la périphérie de l'agglomération avesnoise. Située entre  les arrondissements de Valenciennes et de Cambrai, la circonscription est centrée autour de la ville d' Avesnes-sur-Helpe. 
Elle regroupait les divisions administratives suivantes : canton d'Avesnes-sur-Helpe-Nord ; canton d'Avesnes-sur-Helpe-Sud ; canton de Solre-le-Château et le canton de Trélon.

### Historique des députations
| Législature     | Début de mandat | Fin de mandat    | Député élu     | Parti politique | Observations                                       |
| --------------- | --------------- | ---------------- | -------------- | --------------- | -------------------------------------------------- |
| 14e législature | 29 avril 1928   | 22 novembre 1931 | Louis Loucheur | Gauche radicale | Décès du député Louis Loucheur le 22 novembre 1931 |
| 15e législature | 8 mai 1932      | 31 mai 1936      | Léo Lagrange   | SFIO            |                                                    |
| 16e législature | 3 mai 1936      | 9 mai 1940       | Léo Lagrange   | SFIO            |                                                    |